# John Abele
John E. Abele (New London, 1937) es un empresario estadounidense. Es cofundador y director de Boston Scientific, una empresa de dispositivos médicos. Fue galardonado con la Medalla ASME en 2010.

## Primeros años y la educación
Abele se crio en una "clásica familia yanqui", siendo el menor de los tres hijos de Catherine (de soltera Eaton) y el teniente comandante Mannert Lincoln Abele de la Armada de los Estados Unidos. Su padre era el comandante del submarino USS Grunion cuando el buque se perdió en las Islas Aleutianas el 31 de julio de 1942, presumiblemente a causa de la acción enemiga.
Años más tarde, John y sus hermanos organizaron, administraron y financiaron una investigación para localizar y fotografiar al Grunion, que se encontró en el mar de Bering, documentar la causa y localizar a los familiares de toda la tripulación. A la edad de siete años, Abele contrajo osteomielitis, una infección bacteriana del hueso, que requirió múltiples cirugías y años de uso de muletas. Se graduó de Amherst College con una doble especialización en física y filosofía (luego se desempeñó como fideicomisario).

## Carrera profesional
Su primer trabajo fue en una empresa de artefactos de iluminación en el Medio Oeste; Más tarde se mudó a Nueva Inglaterra para trabajar en una pequeña empresa médica cerca de Boston. Poco después, se diversificó por su cuenta y cofundó Boston Scientific con Peter Nicholas.
Fue presidente de la junta directiva de FIRST Robótica y se desempeñó como su presidente de 2002 a 2010.
Abele también es miembro del Consejo Asesor del Festival de Ciencia e Ingeniería de EE. UU.

## Vida personal
Abele está casado con Mary Abele. Tienen tres hijos: Chris, Alex y Jennifer. Su hijo Chris Abele se postuló con éxito para ejecutivo del condado de Milwaukee en 2010.